# Sebecotepe IV

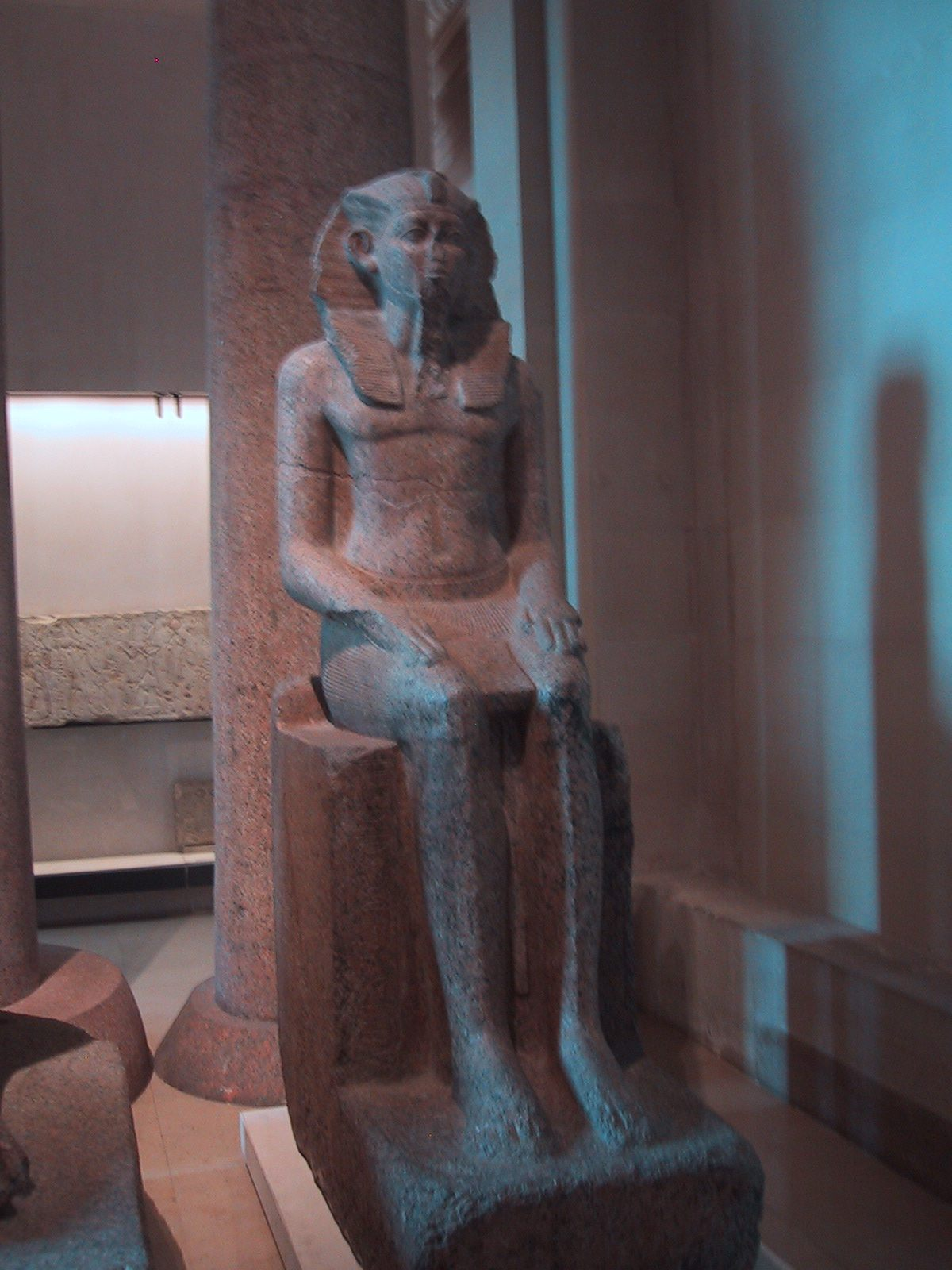
Sebek-hotep IV. Estátua de granito rosado no Museu do Louvre

Sebecotepe IV (Sebek-hotep) foi um rei da XIII dinastia egípcia. É um dos reis mais conhecidos desta dinastia que integra o Segundo Período Intermediário.
Sucedeu ao seu irmão Neferhotep I. A duração do seu reinado é colocada entre os oito e dez anos. Teve como prenome (nome de coroação) Caneferré, o que significa "Ré é belo e brilha". Sebecotepe é por sua vez o seu nome de nascimento e é uma homenagem ao deus-crocodilo Suco (Sobeque).
Foi durante o seu reinado que os Hicsos tomaram a cidade de Auaris, no Delta do Nilo.
Conhecem-se várias representações do rei, como uma estátua de granito rosado em tamanho real que se encontra hoje em dia no Museu do Louvre em Paris. Foram também encontradas duas estátuas suas na Núbia, a sul da terceira catarata do Nilo, o que sugere controlo egípcio nesta região durante o seu reinado.